# Medicina familiar i comunitària
La Medicina de família i comunitària, és una especialitat mèdica reconeguda a l'estat espanyol des de 1978. El seu àmbit d'actuació és l'atenció primària de salut. L'especialitat sorgeix a partir de la necessitat de reforma del sistema sanitari públic espanyol (Sistema Nacional de Salut) a partir de les directrius de la Llei General de Sanitat (llei 14/1986 del 25 d'abril, publicada al BOE núm. 102 del 29 d'abril) per tal de potenciar d'una manera clara el primer nivell d'atenció dels pacients en contacte amb el sistema sanitari. Es necessita un professional adequat a les noves necessitats, amb una capacitat real de resolució de problemes de salut a la capçalera de l'usuari, el que a més suposa millorar l'eficiència del sistema sanitari, en resoldre pràcticament el 90% dels problemes de salut a aquest nivell i derivant a altes nivells del sistema els problemes que per la seva complexitat o requeriments tecnològics necessiten altres recursos.
Així es crea una nova filosofia dels professionals metges d'atenció primària, amb una visió del malalt holística, integral i biopsicosocial, l'atenció es basa en el pacient i no en la malaltia, en la família o l'entorn més immediat del pacient com a condicionant d'un estat de salut, i s'introdueix una visió comunitària de la medicina, amb la que a partir d'una anàlisi de la comunitat, la qual pot actuar com a font de malaltia o com a mitjà terapèutic des d'on es pot actuar amb mesures preventives i de promoció de la salut cap a la població. I l'actuació sobre la població és longitudinal (al llarg de la vida del pacient) i inclou tant l'atenció a la consulta com a en el domicili o dins els diferents recursos socials (escoles, llars d'ancians…).
Per tal de poder aconseguir aquest perfil de professional, l'àmbit de coneixements de la medicina de família és molt ampli i inclou pràcticament totes les àrees mèdiques i quirúrgiques, de psiquiatria i de gestió sanitària, essent la capacitat d'intervenció sobre els problemes de salut, sols limitada pels mateixos coneixements i aptituds del professional i de les limitacions estructurals i mitjans tècnics que disposi.
L'accés a la formació en medicina de família i comunitària a l'Estat espanyol, actualment és a nivell de postgrau, es fa a partir del programa MIR (metge intern resident) que actualment és de 4 anys.
La medicina de família i comunitària, a més, s'està obrint camí cap a la universitat, per tal de poder constituir una àrea de coneixements pròpia en el currículum de la llicenciatura de medicina.

## Institucions
- Internacionals: WONCA
- D'Espanya: SEMFyC
- De Catalunya: CAMFiC

## Font
- Comissió Nacional de l'Especialitat. Programa de l'Especialitat de Medicina Familiar i Comunitària. 2005